# 吕岩松
吕岩松（1967年1月—），男，黑龙江富裕人，中华人民共和国新闻工作者，高级编辑。北京大学俄语系毕业，曾任中共山西省委常委、中共山西省委宣传部部长、中共中央宣传部副部长，亦是1999年美国轰炸中国驻南联盟大使馆事件中唯一幸存的记者。现任新华社总编辑、党组副书记。

## 生平

### 驻俄记者
1984年，吕岩松考入北京大学技术物理系学习，一年后转入俄语系。1989年毕业后，吕岩松进入人民日报社，担任国际部助理编辑。1991年，由于其俄语专业，吕岩松任人民日报驻俄记者。吕岩松驻俄期间历经了八一九事件、苏联解体等重大事件，目睹了苏联转变为俄罗斯的全过程，并独家采访了新任俄罗斯总统叶利钦。
1993年，吕岩松回到中国国内，升任国际部编辑。1995年5月加入中国共产党。

### 驻南斯拉夫记者
1996年，随着南斯拉夫内战愈演愈烈，吕岩松被派遣到南斯拉夫担任记者。1999年科索沃战争爆发后，吕作为驻南斯拉夫记者充当了战地记者的职务，成功地独家采访了对南斯拉夫及其友邦中国不友好的科索沃解放军。
在北约轰炸南斯拉夫期间，吕岩松与其夫人就驻扎与中国驻南斯拉夫大使馆内。1999年5月8日，中国驻南斯拉夫大使馆遭美国B-2轰炸机炸毁，新华社驻南斯拉夫记者邵云环，光明日报驻南记者许杏虎及其夫人朱颖罹难。吕岩松与其夫人幸免于难，成为当时驻扎在中国驻南斯拉夫大使馆的唯一记者。
吕岩松第一时间通过手机将消息报告给身在国内的前驻南记者、时任环球时报副总编辑的胡锡进。胡随后将消息告知中国外交部相关人员。吕岩松由此被称为“将消息第一个转回国内的人”。
事件发生后，吕作为唯一的驻南记者，在第一时间拍摄了大量的一手新闻资料，撰写了大量报告。同时接受了环球时报的口述约稿，最终形成了约一万多字的《我亲历中国大使馆被炸》。吕在采访中数度哽咽，泣不成声。
在此期间，吕岩松还撰写了《异国恸哭诉悲愤》《最后的诀别》等报道。这些报告最后被人民日报编辑部整理为《我亲历中国使馆被炸——来自南斯拉夫战地的报告》一书。在胡锡进的帮助下，吕在此期间的摄影作品得以“吕岩松战地新闻摄影展”为名展览。
作为唯一在轰炸下幸存和第一时间发回报道的记者，吕岩松受到了大量表彰。其中包括他的工作单位—人民日报的编辑委员会发来的表彰，以及来自中共中央宣传部的褒扬并由中共中央宣传部时任副部长徐光春来到人民日报社亲自宣读。 在年底的中国十大杰出青年评选，吕岩松也榜上有名。吕之后一直在南斯拉夫工作直到2000年回国。 回国后，吕岩松还获得了时任南斯拉夫联盟总统米洛舍维奇颁发的南斯拉夫之星奖章。

### 人民日报编辑部
回到国内后，时年仅33岁的吕岩松担任副局级人民日报社国际部欧亚组副组长、辽宁记者站站长。2001年，吕再次赴俄，担任人民日报驻俄首席记者（保留副局级）。2005年再次回国担任人民日报社国际部主任编辑、高级编辑，国际部副主任，主任等职。2016年，在保留国际部主任的同时兼任人民日报副总编辑。

### 山西省
2019年6月，吕岩松首次到地方工作，担任山西省委常委。随后，山西省委进行了一系列内部调整。时任省委副书记林武不再兼任常务副省长，时任省委秘书长胡玉亭接任常务副省长，时任宣传部长廉毅敏担任省委秘书长，最后由人民日报社调任的吕岩松接手山西省委宣传部长。2019年底，吕岩松兼任中共山西省委发言人。

### 中宣部
2021年底，吕岩松履新中共中央宣传部，担任副部长。

### 新华通讯社
2022年6月7日，吕岩松出任新华通讯社总编辑、党组副书记。

## 荣誉
- 第十届中国十大杰出青年[7]
- 第四届长江韬奋奖长江系列获奖者
- 第四届长江新闻奖[1]